# Javad Ezzati

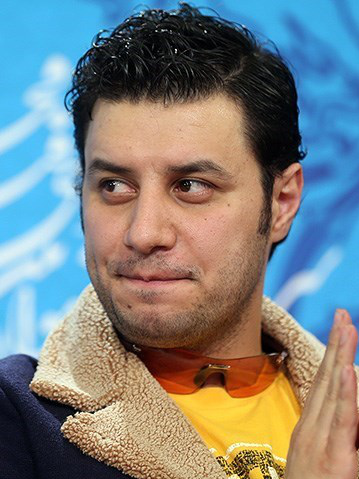
Javad Ezzati (2014)

Javad Ezzati (persisch جواد عزتی, geboren am 10. Januar 1982) ist ein iranischer Schauspieler. Er erhielt Kritikerlob für seine Arbeit in einer Vielzahl von Genres. Bis 2019 haben Ezzatis Filme 150 Milliarden Toman eingespielt und mehr als 18 Millionen Tickets wurden verkauft, was ihn zum umsatzstärksten Schauspieler im Iran macht.

## Filmografie (Auswahl)
- 2017: Majaraye Nimrooz
- 2018: Tange-ye Abughoraib
- 2019: Jandar
- 2020: Atabai
- 2020: Shena-ye Parvaneh
- 2020: Sun Children
- 2022: Mard-e Bazandeh